# Факторы элонгации трансляции

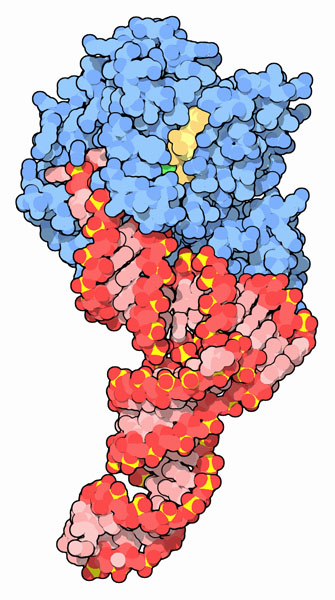
Тройственный комплекс из белка EF-Tu (обозначен синим цветом), заряженной аминоацил-тРНК (красный цвет) и ГТФ (желтый цвет)

Факторы элонгации трансляции (EF, elongation factor) — белки, содействующие пептидному синтезу в рибосоме на этапе элонгации трансляции. Факторы элонгации обеспечивают непрерывную полимеризацию белка, начиная с того момента, когда инициаторная тРНК попадает в Р-сайт рибосомы. Факторы элонгации эукариот, эубактерий и архей обладают самой высокой степенью сходства по сравнению с факторами инициации трансляции и факторами терминации трансляции. Факторы элонгации у прокариот включают EF-Tu, EF-Ts, EF-G, EF-P. Митохондрии и пластиды эукариот имеют собственный набор факторов элонгации, сходный с бактериальным.

## Номенклатура гомологичных факторов элонгации
| Архейные | Бактериальные | Эукариотические    | Эукариотические  | Функции |
| Архейные | Бактериальные | Цитоплазматические | Митохондриальные | Функции |
| aEF1A | EF-Tu         | eEF1A              | mtEFTu           | Опосредует поступление заряженной аминоацил-тРНК на свободный A-сайт рибосомы                                                                                              |
| aEF1B | EF-Ts         | eEF1B              | mtEFTs           | Служит фактором обмена гуаниловых нуклеотидов для EF-Tu, катализируя высвобождение ГДФ от EF-Tu                                                                            |
| aEF2 | EF-G          | eEF2               | mtEFG1           | Катализирует транслокацию пептидил-тРНК и мРНК в конце каждого цикла элонгации пептида, при этом происходят значительные конформационные изменения рибосомы                |
| aIF5A* | EF-P          | eIF5A*             | -                | Стимулирует формирование пептидной связи и возобновляет трансляцию после вынужденной остановки рибосомы на участках мРНК, кодирующих последовательно два и более пролинов. |
| * — Следует отметить, что эукариотическому фактору eIF5A и архейному фактору aIF5A, являющимися гомологами бактериального фактора EF-P, были даны имена как факторам инициации, однако в настоящее время эти белки признаны факторами элонгации |               |                    |                  | |